# 新濠鋒酒店
新濠鋒酒店（英語：ALTIRA），前稱皇冠酒店（葡萄牙語：Crown Macau），位於氹仔廣東大馬路，是澳門第一家以六星級酒店標準所建造的五星級酒店，於2007年5月9日試業，並於2007年5月12日舉行開幕典禮。新濠鋒酒店原稱皇冠酒店，於2009年4月27日改為現名。酒店於開幕期間邀請了國際著名影星周潤發擔任酒店代言人。
新濠鋒酒店是全氹仔最高之建築物，酒店大樓高約160米，共36層，總建築面積106,000平方米，設有216間豪華貴賓房，當中包括24間豪華貴賓套房及8間總統套房。酒店設有多項休閒及娛樂設施，包括新濠鋒娛樂場、摩卡角子機娛樂場、各式餐廳及水療中心等。其中新濠鋒娛樂場總面積約17,000平方米，可容納220張賭桌及500多台角子機。
酒店原址為濠景花園第4期；地皮於2005年轉售給新濠國際發展開展酒店建設計劃，地盤面積約56,000平方呎。項目投資額15億澳門元。

## 酒店設施

### 餐飲
新濠鋒酒店設有四間殿堂級餐廳、一間特色餐廳及一間酒吧，為客人提供餐飲服務。
- 帝影樓
- 吉良
- 天政
- 奧羅拉
- 季風
- 38

酒店於開幕初期（皇冠酒店時期）還有多家酒吧和咖啡廳，但最終因生意不景，所以於2008年先後結業，名單如下：
- 百味閣自助餐
- 海怡咖啡室
- 浪花咖啡室
- 螢光吧
- 逸流吧

### 客房
酒店設有不同種類的貴賓客房及套房，包括:
- 豪華客房
- 豪華套房
- 豪華貴賓套房
- 總統別墅式套房

### 休閒設施
- 無邊際泳池位於新濠鋒酒店16樓，全長25米，裝有落地玻璃窗，使澳門半島的環迴美景能夠盡入眼簾。泳池設有水中音樂設備，還附設一個果汁吧，令顧客在舒展身體時倍感樂趣。
- 「澄」水療分佈兩層，佔地6000平方米，「澄」設有高尚休閒設施當中包括知名全球的無邊際游泳池、設備完善的健身中心以及專業的個人健身課程，同時還可環迴飽覽澳門半島之壯麗景致的地點。「澄」水療就是當日皇冠酒店時期的「漾日」水療。

## 獎項
- 餐廳
  - 奧羅拉獲「國際餐廳及酒店大獎2008」評選為第三最佳新餐廳（頂級餐廳組別），成為亞洲僅有五家及澳門唯一一家獲得該項榮譽的餐廳。[1]
- 無邊際泳池
  - 位於酒店16樓的無邊際泳池於2008年獲美國財經雜誌福布斯旗下Forbes Traveler選為「〇八年十大最佳酒店泳池」，是澳門唯一一間獲得該獎項的酒店。[2]

## 交通配套
新濠鋒酒店現時只設有一條穿梭巴士路線：
```
關閘
 ↔ 新濠鋒酒店 ↔ 
新濠天地
 ↔ 新濠影匯
```

跨境巴士方面，橫琴-澳門跨境通勤專線的A1、A2、B1、B3線於酒店正門作為總站，開往橫琴粵澳深度合作區包括橫琴北、上村/下村及K2荔枝灣等。

## 外部連結
- 新濠鋒酒店 - 官方網站 （页面存档备份，存于）